# 愛你愛我
《愛你愛我》是2001年的台灣電影，是林正盛執導的第五部劇情長片，是以檳榔西施與退伍青年愛情為主題的電影，由張震、李心潔、戴立忍等人主演。此片獲選為第51屆柏林影展正式競賽片，並提名金熊奖。

## 劇情
菲菲（李心潔飾演）和小風（張震飾演）因著一場午後雷陣雨在台北的騎樓下相遇，菲菲當時是逃家被母親抓到，小風則是剛退伍的青年，來到夢想中的台北，他之前曾作過麵包，但不願意再做原來的工作。
菲菲回家後知道母親是看了她的日記才知道其逃家計劃，因為隱私被侵犯，再度離家，投靠好友怡麗（郭靜純飾演），怡麗和男友小虎（戴立忍飾）爭執，因此離開小虎，帶著菲菲到前男友流氓阿光（高明駿飾）的檳榔攤工作，菲菲在檳榔攤再遇到小風，兩人相戀，而菲菲在檳榔攤時，被星探發掘，開始往演藝之路發展。
小風沒有工作，和流氓阿光混在一起，也捲入了和阿光有關的糾紛中。阿光和小虎都是明哥（蔡振南飾）手下兄弟，明哥也是阿光的姊夫。小虎因為怡麗離開他，回到阿光身邊，將怡麗的離開歸咎於阿光，對阿光懷恨在心。明哥對阿光嚴加斥責，因此阿光決定帶著小風，決定帶槍去小虎的賭場，本想將小虎押出來談判，但意外變成搶劫。小風回到住處，和女友菲菲大吵一架，和菲菲分手，菲菲再度離家。

## 角色
- 張震 飾演 小風
- 李心潔 飾演 菲菲
- 戴立忍 飾演 小虎
- 高明駿 飾演 阿光
- 蔡振南 飾演 明哥
- 郭靜純 飾演 怡麗

## 獲獎
| 獎項           | 獎項                   | 受獎者              | 階段／結果 |
| -------------- | ---------------------- | ------------------- | ---------- |
| 第51屆柏林影展 | 金熊獎                 | 《愛你愛我》 林正盛 | 提名       |
| 第51屆柏林影展 | 銀熊獎最佳導演         | 林正盛              | 獲獎       |
| 第51屆柏林影展 | 白雪香檳獎最佳女新演員 | 李心潔              | 獲獎       |

## 外部連結
- 開眼電影網上《愛你愛我》的資料（繁體中文）
- 互联网电影数据库（IMDb）上《愛你愛我》的资料（英文）
- 豆瓣电影上《愛你愛我》的資料 （简体中文）